# Смарагд (Яблонев)
Смара́гд (в миру Семён Миха́йлович Я́блонев, в литературе его фамилия обозначается как Яблоков; 16 января 1867, село Прудки, Зарайский уезд, Рязанская губерния — не ранее 1937) — деятель григорианского раскола, в котором имел сан митрополита.

## Биография
Родился 16 января 1867 года в селе Прудки Зарайского уезда Рязанской губернии в семье диакона.
В 1880 году окончил Рязанское духовное училище. В 1887 году окончил Рязанскую духовную семинарию.
4 августа 1888 года назначен псаломщиком Вознесенской церкви села Петрушино Скопинского уезда Рязанской губернии (ныне Скопинский район Рязанской области). Одновременно работал учителем местной школы грамоты. 7 июля 1889 года переведён псаломщиком Преображенской церкви города Рязани. Одновременно с 5 августа 1889 года учитель местной церковноприходской школы.
23 ноября 1890 года рукоположён в сан священника и назначен к Троицкой церкви села Дединово Зарайского уезда Рязанской губернии. Одновременно с 3 декабря 1890 года законоучитель Дединовского мужского образцового училища. 7 июля 1895 года награждён набедренником. 31 июля 1898 года награждён бархатной фиолетовой скуфьёй. С 3 августа 1898 года — заведующий Дединовским мужским и Дединовским женским образцовыми училищами. Одновременно с 1 сентября 1898 года — законоучитель Дединовского женского одноклассного образцового училища. 29 апреля 1906 года награждён камилавкой.

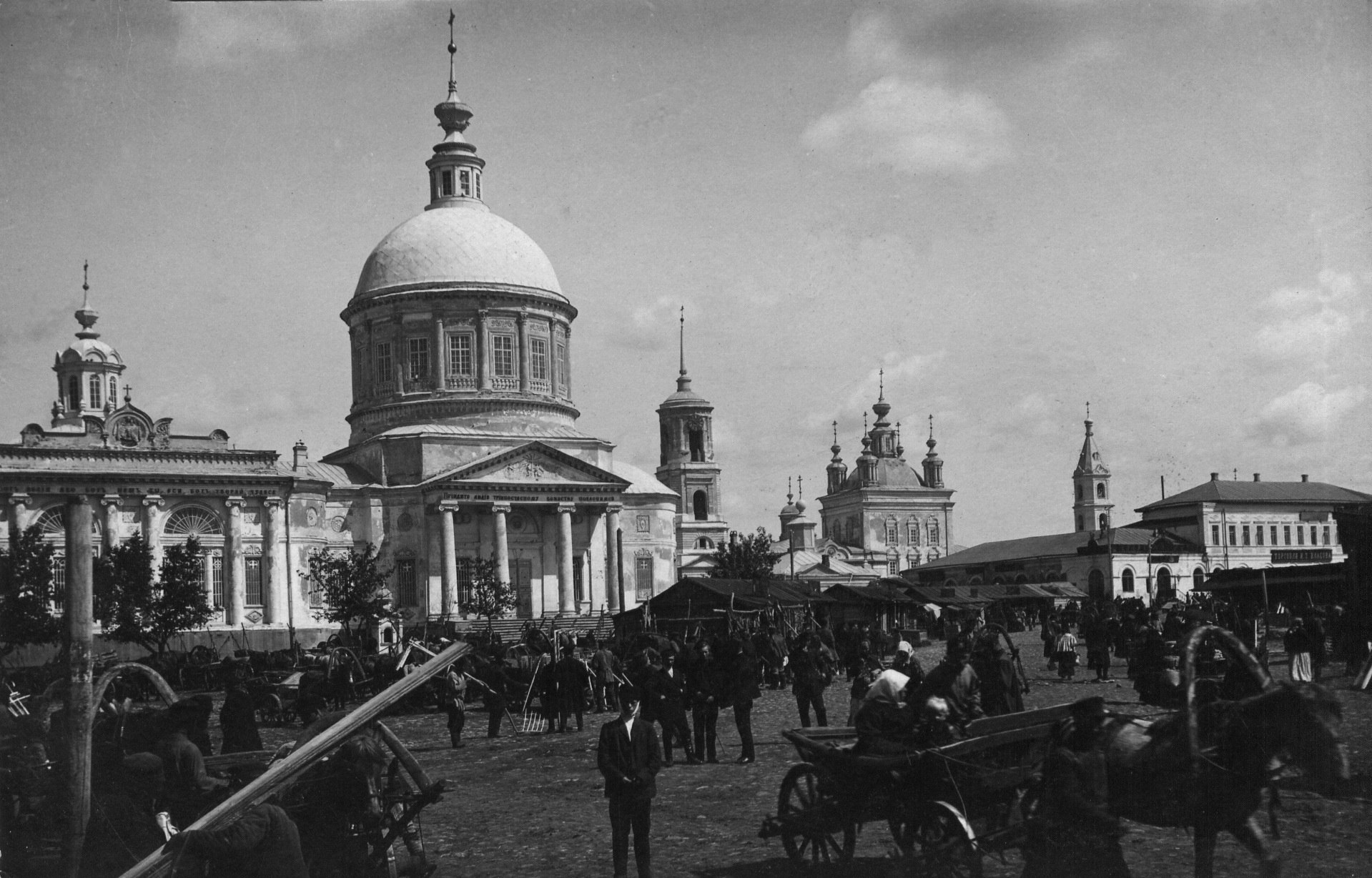
Троицкий собор города Скопина. Начало XX века

19 февраля 1910 года назначен настоятелем Троицкого собора города Скопина. 7 сентября того же года назначен благочинным скопинских городских церквей.
С 1910 по 1912 год — законоучитель Скопинской четырёхклассной частной школы 2-го разряда Е. Н. Николаевой.
28 марта 1911 года награждён наперсным крестом, от Святейшего Синода выдаваемым. 24 июля 1911 года возведён в сан протоиерея.
Одновременно с 9 августа 1911 года был законоучителем 3-го Скопинского приходского начального училища. К 1913 году овдовел.
26 октября 1913 года был представителем от духовенства в заседаниях Скопинской городской думы и в земских собраниях.
Дмитрий Журавлёв, учившийся в то время в Скопинском духовном училище, учеников которого по праздникам водили в Троицкий собор, характеризует протоиерея Симеона Яблонева как «человека недостойного».
В 1922 году уклонился в обновленческий раскол. 17 октября 1922 года избран председателем Скопинского уездного комитета «Церковное возрождение». В 1923 году награждён палицей.
В 1923 году принёс покаяние патриарху Тихону. Принял монашество. Возведён в сан архимандрита. В 1926 году хиротонисан во епископа Скопинского, викария Рязанской епархии. Кафедра располагалась в Троицком соборе города Скопина.
В октябре того же года перешёл в юрисдикцию Временного высшего церковного совета, который назначил его самостоятельным епископом Скопинским.
В ноябре 1927 года был участником «Второго Всероссийского съезда духовенства и мирян», в котором приняли участие сторонники григорианского раскола.
18 ноября 1927 года избран членом пленума ВВЦС (Малого Собора епископов).
В декабре 1929 года назначен епископом Тамбовским и Рассказовским. Кафедра располагалась в Троицко-Николаевской церкви города Тамбова.
В мае 1930 года назначен епископом Белгородским с кафедрой в Преображенской церкви города Белгорода. 6 декабря 1930 года возведён в сан архиепископа.
В мае 1931 года назначен архиепископом Ростовским и Таганрогским с кафедрой в Успенской церкви Ростова-на-Дону. Одновременно назначен временным управляющим Бакинской епархией. В 1933 году возведён в сан митрополита.
В мае 1934 года назначен митрополитом Тамбовским с кафедрой в Троицко-Николаевской церкви города Тамбова. Освобождён от обязанностей временного управляющего Бакинской епархии.
8 декабря 1934 года избран членом президиума Высшего церковного совета.
В октябре 1936 года назначен митрополитом Сталинградским, кафедра располагалась в Казанской церкви Сталинграда.
9 марта 1937 года назначен митрополитом Воронежским и Острогожским, председателем Воронежского епархиального совета. 12 марта 1937 года прибыл к новому месту службы. Кафедра располагалась в Спасской церкви города Воронежа.
5 мая 1937 года был арестован. 9 сентября того же года постановлением Специальной коллегии Воронежского областного суда приговорён к пяти годам исправительно-трудовых лагерей. Отбывал ссылку в селе Тымск Нарымского края. О его дальнейшей судьбе ничего не известно.